# Леван Панцулая
Леван Панцулая (на грузински: ლევან ფანცულაია) е грузински шахматист, гросмайстор.

## Биография
Роден е на 26 февруари 1986 г. в град Тбилиси, тогава в СССР, днес в Грузия. През 2002 г. става световен шампион за момчета до 16 години. През 2007 г. спечелва след тайбрек откритото първенство на Дубай. През 2008 г. е победител в първенството на Грузия.
Панцулая е редовен участник в националния отбор на Грузия. Той участва на четири шахматни олимпиади (2006 – 2012), световно отборно първенство (2005) и четири европейски отборни първенства (2005 – 2011). Носител е на бронзов медал на трета дъска от европейското отборно първенство в Ираклио през 2007 г.
През 2002 г. Панцулая става международен майстор, а през 2005 г. – гросмайстор.

## Турнирни резултати
- 2010 – Поти (второ място в открития турнир на „Нана Александрия Къп“ с резултат 7 точки от 9 възможни)[7]
- 2012 – Тебриз (второ място на „Фаджр Оупън“ с резултат 8,5 точки от 11 възможни)[8]
- 2013 – Нахичеван (първо място в блиц турнира по време на „Нахичеван Оупън“ с резултат 9 точки от 11 възможни)[9]

## Участия на шахматни олимпиади
| Година | Организатор    | Отбор  | Класиране (отборно) | Дъска    |
| 2006   | Торино         | Грузия | 14                  | Втора    |
| 2008   | Дрезден        | Грузия | 11                  | Четвърта |
| 2010   | Ханти-Мансийск | Грузия | 30                  | Четвърта |
| 2012   | Истанбул       | Грузия | 36                  | Четвърта |